# Světová federace demokratické mládeže
Světová federace demokratické mládeže (World Federation of Democratic Youth zkratka WFDY, česky SFDM) je mezinárodní federace mládežnických organizací, založená v listopadu 1945 v Londýně. WFDY sama sebe vymezuje jako pokrokovou organizace bojující proti rasismu, válkám, chudobě, fašismu, devastaci životního prostředí atd. Členy WFDY jsou téměř výhradně levicově profilované subjekty (často hlásící se k ideálům komunismu). Sídlem ústřední kanceláře WFDY je Budapešť. Organizace pravidelně pořádá Světové festivaly mládeže a studentstva.
WFDY sdružuje organizace s celkovou základnou okolo 70 milionů členů a to především díky masovým (např. jihoamerickým) socialistickým mládežnickým organizacím.
V roce 1958 při této federaci vznikla CIMEA – Mezinárodní výbor hnutí dětí a dospívající mládeže, jehož spoluzakladatelkou byla PO ČSM.
V Československu (resp. České republice) po roce 1989 prestiž WFDY značně poklesla.
Z organizací působících na území České republiky je členem WFDY Komunistický svaz mládeže.